# روند باکو

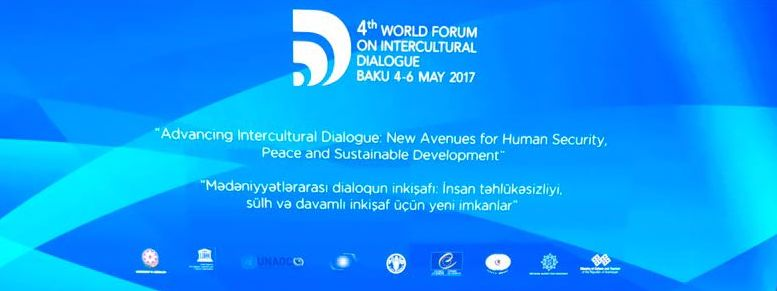
روند باکو

روند باکو با ابتکار جمهوری آذربایجان در راستای ایجاد گفتگو کارا و مؤثری فی‌مابین فرهنگ‌ها و تمدن‌ها در سال ۲۰۰۸ مطرح گردیده‌است. عواملی چون وجود اقلیتهای مذهبی، نژادهای مختلف و قومیتهای متنوع، همچنین تنوع فرهنگی غنی در طول تاریخ در کشور آذربایجان باعث گردیده که، جمهوری آذربایجان به عنوان مبتکر این جنبش جهانی مطرح گردد.

## بیانیه باکو
در جلسهٔ وزرای فرهنگ کشورهای عضو اتحادیه اروپا در روزهای ۲ و ۳ دسامبر سال ۲۰۰۸، به ابتکار جمهوری آذربایجان ۱۰ کشور اسلامی نیز دعوت گردیدند. نشست وزرای فرهنگ با حضور کشورهای اسلامی شکل جدیدی به خود گرفت. در این نشست که با مشارکت نمایندگان و مقامات بلند پایهٔ ۴۸ کشور اروپایی و مناطق همسایه آن، ۸ سازمان بین‌المللی و سازمان‌های غیردولتی برگزار گشت، "اعلامیه باکو جهت تقویت گفتگو میان فرهنگ‌ها به تصویب رسید. بر اساس تصویب «بیانیه باکو»، پروژهٔ «روند باکو» برای توسعهٔ گفتگو بین تمدن‌ها و لایحهٔ «مشارکت هنرمندان در انجام گفتگو» با هدف پیشبرد این فرایند بنیانگذاری گشتند. جهت تأمین تداوم «روند باکو»، با ابتکار جمهوری آذربایجان، ۱۰ کشور اروپایی نیز در ششمین کنفرانس وزرای فرهنگ کشورهای اسلامی در باکو، مورخ ۱۳ الی ۱۵ اکتبر سال ۲۰۰۹ حضور یافتند. ابلاغ رسمی مشترکی راجع به گفتگو میان فرهنگ‌ها مابین کشورهای عضو شورای اروپا و کشورهای عضو سازمان همکاری اسلامی در حاشیهٔ کنفرانس مزبور پذیرفته گردید.

## تبدیل روند باکو به یک جنبش جهانی
از سال ۲۰۱۰، روند باکو شروع به تحول یافتن به یک جنبش جهانی کرد. در ۲۳ سپتامبر سال ۲۰۱۰، «الهام علی اف» رئیس جمهوری آذربایجان در ۶۵-امین جلسه مجمع عمومی سازمان ملل متحداعلام داشتند که، مجمع جهانی گفتگو میان فرهنگ‌ها در باکو برگزار خواهد گشت.

## اولین مجمع جهانی گفتگو میان فرهنگ‌ها
در روزهای ۷ تا ۹ آوریل سال ۲۰۱۱، اولین مجمع جهانی گفتگو میان فرهنگ‌ها با همکاری سازمان‌های بین‌المللی از قبیل «یونسکو»، «اتحاد تمدن‌های سازمان ملل متحد»، «شورای اروپا»، «مرکز شمال- جنوب شورای اروپا» و «آیسسکو» برپا گردید.

### حضار مجمع
- نماینده رسمی ۱۰۲ کشور
- رئیس بیش از ۱۰ سازمان بین‌المللی
- وزیر ۲۰ کشور جهان
- نمایندگان نهادهای رسانه‌ای معروف
- در کل حدود ۵۰۰ نمایندهٔ خارجی از همه قاره‌های جهان

### رویدادهای برگزار شده در چارچوب مجمع

#### جلسات
- «تفاهم میان فرهنگ‌ها و تنوع فرهنگی جهت دستیابی به صلح و گفتگو»
- «معنی دار ساختن گفتگو میان فرهنگ‌ها: فرهنگ، هنر و میراث»
- «زنان به عنوان مشارکت کنندگان مهم در گفتگو میان فرهنگ‌ها»
- «تأثیر فناوری، رسانه‌های اجتماعی و خبرنگاری بر روابط بین فرهنگ‌ها»
- «گفتگو میان فرهنگ‌ها در بین ادیان جهانی»
- «رونمایی از پروژه‌ها و معرفی ابتکارات جدید برای توسعهٔ گفتگو و همکاری میان فرهنگ‌ها»

#### کنفرانس
کنفرانس بین‌المللی فلسفهٔ گفتگو و تنوع فرهنگی در جهان مدرن (توسط آکادمی ملی علوم جمهوری آذربایجان تشکیل شده بود).

#### سمینارها
- سمینار شهرداران و نمایندگان شهرهای عضو پروژه «شهرها میان فرهنگ‌ها» (از سوی شورای اروپا برپا شده بود).
- سنن و چشم‌اندازهای گفتگو میان فرهنگ‌ها در کشورهای مستقل مشترک‌المنافع: فرهنگ، آموزش، ارتباطات (از سوی جمهوری آذربایجان برگزار شده بود)

#### کنگره
نخستین کنگره جنبش جهانی جوانان برای اتحاد تمدن‌ها

#### نمایشگاه
«یهودیان، مسیحیان و مسلمانان: موضوع گفتگو میان فرهنگ‌ها در دستنویس‌های مربوط به قرون وسطی» (با همکاری مشترک جمهوری آذربایجان و اتریش)

#### نمایش
«قصه‌های باد» (با حضور هنرمندان آذربایجانی و لیتوانی در قاب پروژهٔ «گفتگوی پایتخت‌های فرهنگی»)

## ایجاد «طرح همکاری میان فرهنگ‌ها به نام ۵ A
طرح «۵ A - همکاری بین فرهنگی» بر اساس ابتکار جمهوری آذربایجان برای توسعه و پیشبرد همکاری فرهنگی متقابل مابین قاره‌ها در حاشیهٔ اولین مجمع بین‌المللی گفتگو میان فرهنگ‌ها ایجاد گردیده‌است.
با توجه به این که نام‌های قاره‌های اروپا، آسیا، آمریکا، آفریقا و استرالیا، در زبان آذربایجانی با حرف «آ» آغاز می‌شوند، به این طرح به‌طور نمادین اسم «۵ A» گذاشته شده‌است.

## پخش مجمع
«نخستین مجمع گفتگو میان فرهنگ‌ها» توسط شبکه تلویزیونی «یورونیوز» به ۱۰ زبان جهان و ۲۰ بار در خلال ۱ هفته پوشش داده شده‌است.

## نهاد هماهنگ‌کننده برگزاری مجمع
بنابه فرمان شمارهٔ ۴۳۲ رئیس‌جمهوری آذربایجان به تاریخ ۲۷ مه سال ۲۰۱۱، وزارت فرهنگ و گردشگری جمهوری آذربایجان به عنوان نهاد هماهنگ‌کننده برای برگزاری این مجمع که هر دو سالی یک بار برگزار می‌گردد، مقرر گشته‌است.

## دومین مجمع جهانی گفتگو میان فرهنگ‌ها
در روزهای ۲۹ مه الی ۱ ژوئن سال ۲۰۱۳، دومین مجمع جهانی گفتگو میان فرهنگ‌ها تحت آرم «زندگی توأم در صلح و آرامش در جهان چند فرهنگی» در باکو برگزار گردید. در تشکیل و برگزاری مجمع، علاوه بر یونسکو، اتحاد تمدنهای سازمان ملل متحد، شورای اروپا، مرکز شمال- جنوب شورای اروپا و آیسسکو، از جمله سازمان جهانی گردشگری سازمان ملل متحد نیز مشارکت نمودند.
در ۲۹ مه سال ۲۰۱۳ نشستی در چارچوب کمپین جهانی «مشارکتی در تنوع فرهنگی داشته باش» با همکاری جمهوری آذربایجان و اتحاد تمدنهای سازمان ملل در باکو برگزار گردید که، محور آن نشست پیرامون ۲۱ مه «روز جهانی گوناگونی فرهنگی» بود که، از سوی سازمان ملل اعلام گردیده‌است.
در این رخداد فرهنگی مهم، رونمایی از پروژه‌هایی از هر قاره‌ای که در قاب «طرح «۵ A - همکاری بین فرهنگی» گوناگونی فرهنگی را تبلیغ می‌کردند، با حضور «ناصر عبدالعزیز النصر»، نماینده عالی سازمان ملل متحد در امور اتحاد تمدن‌ها، وزرای فرهنگ و گردشگری چند کشور جهان، کارشناسان و نمایندگان سایر سازمان‌های بین‌المللی صورت پذیرفت.

## افتتاحیهٔ رسمی و کرسی سخنرانی
مراسم افتتاحیهٔ رسمی مجمع دوم در ۳۰ ماه مه سال ۲۰۱۳، در مرکز حیدر علی اف واقع در باکو، پایتخت جمهوری آذربایجان برگزار گردید. در مراسم افتتاحیه، «الهام علی اف» رئیس‌جمهوری آذربایجان، «ناصر عبدالعزیز النصر»، نماینده عالی سازمان ملل متحد در امور اتحاد تمدن‌ها، «ارینا بوکووا»، مدیرکل یونسکو و «عبدالعزیز عثمان الطوویری»، مدیر کل آیسسکو سخنرانی نمودند.

## حاضرین دومین مجمع
- نمایندگان رسمی از ۱۱۵ کشور جهان
- سازمان‌های بین‌المللی: یونسکو، اتحاد تمدن‌های سازمان ملل متحد، سازمان جهانی گردشگری، آیسسکو، سازمان همکاری اسلامی، مرکز شمال- جنوب شورای اروپا، ناتو، سازمان بین‌المللی فرهنگ ترکی، سازمان پیمان امنیت جمعی، اتحادیه کشورهای عرب، انجمن ملل آسیای جنوب شرقی، سازمان کشورهای آمریکایی.
- بیش از ۷۰ سازمان غیردولتی متنفذ
- بیش از ۱۰۰ دانشمند، استاد و کارشناس معروف جهان
- روی هم رفته قریب به ۶۰۰ نفر نماینده خارجی

## رویدادهای برگزار شده در چارچوب مجمع دوم

### جلسات
- «دهلیزهای فرهنگی در اروپای جنوب شرقی، دریای سیاه و منطقه قفقاز - میراث مشترک، وظایف مشترک، آیندهٔ پایدار»
- «عصر جدید جهانی شدن: هیبرید شدگی در فرهنگ در دنیایی در حال تغییر»
- «گفتگو میان فرهنگ‌ها از طریق آموزش تاریخ: بهترین تجارب و چالش‌ها»
- «ایجاد ظرفیت‌ها بین فرهنگ‌ها برای قرن ۲۱»
- «چه گونه می‌توان حمایت اجتماعی از تنوع فرهنگی را کسب کرد؟»
- «روابط غرب و مسلمانان: از مناقشه تا همکاری»
- «گردشگری - به عنوان ابزار ارائه‌کنندهٔ اصلی درک متقابل و مماشات بین مردمان و فرهنگ‌ها»
- «سیاست شهری‌سازی جهت تنوع در قرن بیست و یکم: الگوی شهری مابین فرهنگ‌ها»
- «تقویت نقش جامعهٔ مدنی در راستای ترویج گفتگو میان فرهنگ‌ها، گونه گونی و نمایندگی»
- «شهروندی جهانی: به سوی گفتگوها میان فرهنگ‌ها» • «گفتگوها میان فرهنگ‌ها: اعتقاد و دانش»
- «نقش شرکت‌های گروهی در اشاعهٔ گفتگو میان فرهنگ‌ها و گوناگونی»
- «چطور می‌شود به حمایت اجتماعی از تنوع فرهنگی را دست یافت؟»

## کنفرانس
اولین کنفرانس وزرای فرهنگ و گردشگری برای اولین بار در جهان برگزار شد. در پایان کنفرانس، ابلاغ رسمی به تصویب رسید.

### نشست
نخستین نشست «اولین فارغ التحصیلان» اعضای برنامهٔ «رنبران در حال رشد» سازمان ملل متحد با همکاری اتحاد تمدن‌های سازمان مزبور که در عرصه‌های اجتماعی- سیاسی در اروپا، آمریکا و جهان اسلام فعال می‌باشد، برگزار گردید.

## رویدادهای فرهنگی
- «نمایش فیلم‌هایی دربارهٔ موسیقی سنتی و قومی مردم جهان»
- ترکیب «مبادلهٔ موسیقی چند فرهنگی»
- نمایشگاه «رنگهای زندگی» «اینگا اشمیت»، نقاش آلمانی
- اجرای رقص «بوتُه» از سوی «کو موروبوشین» (Ko Murobushin)، استاد رقص ژاپنی
- اجرای رقص در منطقه حفاظت شده دولتی تاریخ-معماری و محیط زیستی «کوه سوزان»

## سومین مجمع جهانی گفتگو میان فرهنگ‌ها
سومین مجمع جهانی گفتگو میان فرهنگ‌ها با همکاری یونسکو، اتحاد تمدن‌های سازمان ملل، سازمان جهانی گردشگری سازمان ملل متحد، شورای اروپا و آیسسکو تحت شعار «تسهیم فرهنگ جهت امنیت مشترک» در روزهای ۱۸ الی ۱۹ ماه مه سال ۲۰۱۵ در شهر باکو تشکیل گشت.

## رونمایی و معرفی روند باکو و مجمع سوم
مراسم رونمایی از «روند باکو» و «سومین مجمع جهانی گفتگو میان فرهنگ‌ها» در ماه ژانویه سال ۲۰۱۵ در مقر سازمان ملل در شهر نیویورک ایالات متحده آمریکا برگزار گردید. در ۲۸ ژانویه، مراسم رونمایی شکوه مند از «روند باکو» و «سومین مجمع جهانی گفتگو میان فرهنگ‌ها» با سازماندهی وزارت فرهنگ و گردشگری، سفارت جمهوری آذربایجان در ایالات متحده آمریکا و «صندوق توافق قومی» در یکی از بناهای تاریخی و زیبای نیویورک «هتل سئینت رجیس» (St. Regis) تشکیل گشت. افزون بر این، در ۲۲ آوریل سال ۲۰۱۵، معرفی «روند باکو» و «مجمع سوم» در چارچوب هیئت اجرایی یونسکو برگزار گردیدند.

## مراسم افتتاحیه «درخت صلح»
«درخت صلح» در حاشیهٔ سومین مجمع جهانی گفتگو میان فرهنگ‌ها در قرابت «میدان ملی پرچم»، در قلمرو «بلوار جدید» باکو نصب گشته‌است. در ۱۷ مه سال ۲۰۱۵، مراسم افتتاحیهٔ رسمی «درخت صلح» با حضور «مهربان علیوا»، بانوی اول آذربایجان، «ارینا بوکووا»، مدیرکل یونسکو و «هدوا سِر»، مؤلف این اثر برگزار گردیده‌است.
مؤلف این اثر یادبود «هدوا سِر»، «هنرمند صلح» یونسکو می‌باشد. اثر، عشق ملهم از طبیعت و دست‌هایی که با امید رو به آسمان بلند شده‌اند را جلوه می‌دهد.
«درخت صلح «به منزلهٔ نماد فهم و تفاهم بین مردمان خوانده شده و مبلغ حل و فصل مناقشات و ترویج صلح در جهان می‌باشد. علاوه بر این، درخت مذکور به عنوان مظهر تسامح و صلح یونسکو شناخته می‌شود.

## مراسم افتتاحیه رسمی و صدای همبستگی
مراسم افتتاحیه رسمی سومین مجمع جهانی گفتگو میان فرهنگ‌ها در ۱۸ مه سال ۲۰۱۵ در «مرکز فرهنگی حیدر علیف» در باکو برگزار گردید. «الهام علی اف» رئیس جمهوری آذربایجان، «ناصر عبدالعزیز النصر» نمایندهٔ عالی سازمان ملل در امور اتحاد تمدن‌ها، «ارینا بوکووا» مدیر کل یونسکو، «ایاد بن امین مدنی» دبیرکل سازمان همکاری اسلامی، «عبدالعزیز عثمان التویجری» مدیر کل آیسسکو و «عمرو عبدالغفر»، مشاور دبیرکل سازمان جهانی گردشگری سازمان ملل در مسائل گردشگری و صلح به سخنرانی در این مراسم پرداختند. در عین حال، مدیر منطقه‌ای سازمان جهانی گردشگری سازمان ملل در امور خاورمیانه، نامهٔ تبریک «طالب رفاعی» دبیرکل سازمان مذکور را خواند. هدف کلیهٔ سخنرانی‌های این فراخوان بود- فرهنگ مهم‌ترین عاملی ست که، در هر زمینه‌ای همبستگی بشریت را تأمین می‌نماید.
در طی این مجمع، رونمایی از کتابی که با همکاری یونسکو و انتشارات «تودر رُز» کشور بریتانیا، به مناسبت «دههٔ بین‌المللی همگرایی فرهنگ‌ها» منتشر شده بود، انجام گردید.
افزون بر این، «ارینا بوکووا»، مدیر کل یونسکو، تاییدنامه ثبت هنر روسری آذربایجانی را به فهرست نمایندگی میراث فرهنگی ناملموس به «مهربان علیاوا» بانوی اول جمهوری آذربایجان و سفیر حس نیت یونسکو تقدیم نمود.

## رخدادهای برگزار شده در چارچوب مجمع سوم

### جلسه علنی
در قاب سومین مجمع، اولین جلسهٔ علنی با موضوع «فرهنگ‌ها را برای تأمین امنیت مشترک تبلیغ نماییم: کمک به قدرت نرم و جنبه‌های مثبت تنوع در دوران مدرن» صورت پذیرفت. این جلسه با مدیریت پروفسور «مایک هاردی» مدیر اجرایی مرکز اعتماد، صلح و روابط اجتماعی دانشگاه «کاونتری» بریتانیا به انجام رسانیده شد. در این جلسهٔ علنی، «مارگارت پوپوا» معاون رئیس‌جمهوری بلغارستان، «ندا النشیف» معاون رئیس یونسکو در امور اجتماعی و انسانی، «ژن کریستوف با» مدیر دفتر شهروندی و مشارکت دموکراتیک شورای اروپا، خانم «ناتالی قوله» عضو سنای فرانسه، شهردار حومهٔ هفتم پاریس، «رشیده داتی» عضو پارلمان اروپا، «صمد سیدوف» رئیس کمیتهٔ روابط بین‌الملل و مناسبات بین مجالس ملی پارلمان جمهوری آذربایجان، «رابی مارک اشنایر» رئیس صندوق تفاهم قومی آمریکا، «کنستانتین شووالف» نماینده وزارت امور خارجه روسیه در امور اتحاد فرهنگ‌های سازمان ملل متحد و سفیر در امور ویژه سخنرانی نمودند.

### سمینارها
'روز اول مجمع'
'موضوعات'
- «چند فرهنگ گرایی: واقعیت‌های امید بخش»
- «راه ابریشم- مسیرهای اولیه جهت انجام گفتگو و تبادل نظر: ابتکار راه ابریشم و فرصتهایی که این ابتکار در دورهٔ کنونی در راستای گفتگو میان فرهنگ‌ها ایجاد می‌نماید».
- «بهره‌گیری از زمینهٔ گردشگری به منزلهٔ ابزاری برای ترویج مدارا، تفاهم و گفتگو بین مردمان، فرهنگ‌ها و تمدن‌ها»
- «یادگیری همزیستی به واسطه آموزش- از سیاست به تجربه»

## روز دوم مجمع
'موضوعات'
- «نقش هنر و میراث فرهنگی در مناسبات فی‌مابین فرهنگ‌ها»
- «خبرگی فرهنگ دموکراتیک»
- «احترام و مشارکت جوانان بر گوناگونی با بهره‌مندی از روش‌های مختلف بیان»
- «جوانان به عنوان عوامل تغییرات اجتماعی: مشارکت کنندگان در روند صلح و گفتگو»
- «همکاری با رهبران مذهبی جهان اسلام به خاطر گفتگو میان فرهنگ‌ها»
- «تأثیر جوانان بر آینده: استفاده مسئولانه و سازنده از رسانه‌های اجتماعی»
- «ارتقاء تحرک جوانان جهت تقویت فهم میان فرهنگ‌ها: تجربه موفق با انجام پروژه کارت جوانان»

### نمایش بالتی «نور بازمی‌گردد»
در ۱۸ مه سال ۲۰۱۵، برنامه فرهنگی خاصی موسوم به نمایش بالتی «نور بازمی‌گردد» که منعکس‌کنندهٔ فلسفهٔ گفتگو میان فرهنگ‌ها بود، برای تماشای شرکت کنندگان نمایش داده شد.

### دومین جلسهٔ وزرا
دومین جلسهٔ وزرا فرهنگ و گردشگری کشورهای جهان، دومین روز مجمع انجام گرفت. این جلسه که، محور مذاکرات آن «فرهنگ و پیشرفت پایدار در برنامهٔ توسعه جهان برای دوران پس از سال ۲۰۱۵ بود، شامل دو میزگرد بود.

### جلسه علمی
نشست علمی با حضور رؤسای کرسی گفتگو میان فرهنگ‌ها وادیان بیش از ۴۰ کشور جهان، برای اولین بار در چارچوب این مجمع برگزار گردید. مراسم اختتامیهٔ جلسه در «آکادمی دیپلماتیک آذربایجان» صورت پذیرفت.

## چهارمین مجمع گفتگو میان فرهنگ‌ها
در ۴ الی ۶ مه سال ۲۰۱۷، چهارمین مجمع گفتگو میان فرهنگ‌ها با همکاری مشترک یونسکو، اتحاد تمدن‌های سازمان ملل متحد، سازمان جهانی گردشگری سازمان ملل متحد، شورای اروپا، سازمان غذا و کشاورزی و آیسسکو، با محورهای «توسعهٔ گفتگو میان فرهنگ‌ها» و «فرصت‌های جدید برای امنیت انسان‌ها، صلح و پیشرفت پایدار" برگزار گردید.
مقامات حدود ۱۲۰ کشور، نمایندگان ۳۹ سازمان بین‌المللی، بیش از ۵۰ سازمان غیردولتی برای حضور در این مجمع ثبت نام کرده بودند. کلا بیش از ۸۰۰ نفر نمایندهٔ خارجی همچون مقامات عالی رتبهٔ کشورهای جهان، رؤسای سازمان‌های بین‌المللی، رؤسای مجالس ملی، دانش مندان، سفرا، افراد برجسته و بیش از ۳۰ وزیر در این مجمع حضور پیدا نمودند.

## سمینارها
روی هم رفته نزدیک به ۴۰ سمینار و رویداد در این مجمع تشکیل شده‌است.
- «ایجاد صلح و آرامش: ۷۰ سال فعالیت سازمان ملل متحد»
- «گفتگوی جامع در دوره قطبش»
- «خدمات بی‌نظیر حیدر علی‌اف جهت ایجاد هماهنگی میان مذاهب در جمهوری آذربایجان»
- «نقش شهرها در ارتقاء گفتگو میان فرهنگ‌ها»
- «ورزش برای گفتگو میان فرهنگ‌ها و صلح»
- «ایجاد روابط صلح‌آمیز از طریق گفتگو میان فرهنگ‌ها»
- «ایجاد جوامعٔ مشمول و زندگی مسالمت‌آمیز: چشم‌اندازهای انجمن ملل آسیای جنوب شرقی»
- «مسیرهای فرهنگی شورای اروپا به منزلهٔ یک شبکه گفتگو بین فرهنگ‌ها»

## استنادها
- وب سایت رسمی روند باکو بایگانی‌شده  در ۱۸ ژانویه ۲۰۱۸ توسط Wayback Machine
- The "Baku process": Azerbaijan' s Intercultural Turn
- Baku Process: Responding to New Challenge for Global Intercultural Dialogue
- International photo and article contest: “Baku Process-contribution to the Global Multiculturalism" بایگانی‌شده  در ۷ نوامبر ۲۰۱۷ توسط Wayback Machine
- 3rd World Forum on Intercultural Dialogue: “Sharing Culture for a Shared Security"
- First Academic Forum of UNESCO Chairs on Intercultural and Interreligious Dialogue
- ISESCO Director General participates in Baku Process partners’ meeting
- باکو در حال تغیر کردن به مرکز گفتگو میان فرهنگ‌ها ست
- بستر جدید همکاری با اتحادیه اروپا[پیوند مرده]
- Bakı Bəyannaməsi
- “روزنامه خلق: روند باکو